# Medefiskeri
Medefiskeri er lystfiskeri med levende eller vegetabilsk madding, oftest udført med fiskestang.
Medefiskeri er nok den ældst kendte form for fiskeri med stang eller blot line, de første kroge skåret af ben, maddingen har sikkert været insekter eller små stykker kød fra dyr eller fisk.
I dag er medefiskeri en sport for alle aldre og køn, dog er entusiaster blevet noget mere avancerede og det har delt sporten op i forskellige former med sigte på at fange mange, bestemte eller blot store fisk.

## Typer af medefiskeri
- Polefiskeri
- Bundsnørefiskeri
- Flådfiskeri
- Konkurrencefiskeri
- Specimenfiskeri
- Karpefiskeri
- Dappefiskeri

## Fiskearter der ofte fanges
- Skalle
- Rudskalle
- Brasen
- Suder
- Karpe
- Rimte
- Gedde
- Aborre
- Sandart
- Ål
- Stør